# ФК Спартак Љиг
ФК Спартак Љиг је фудбалски клуб из Љига, Србија, и тренутно се такмичи у Међуопштинској лиги Колубара група Запад, шестом такмичарском нивоу српског фудбала. Клуб је основан 1924. године.
Клуб до највећег успеха долази у сезони 2002-2003 када се такмичи у Српској лиги, 3. рангу српског фудбала. Спартак је основан 1924 под називом Гладијатор али 1936. мења име које и дан данас носи.